# بصل حلو
البصل الحلو هو نوع من أنواع البصل ذو نكهة غير لاذعة. يعود اعتدال مذاقه إلى انخفاض نسبة الكبريت فيه وارتفاع نسبة الماء مقارنة بأنواع البصل الأخرى.

## بلد المنشأ في الولايات المتحدة
ظهر البصل الحلو في عدة أماكن في الولايات المتحدة في أوائل القرن العشرين.
زُرع بصل فيداليا للمرة الأولى بالقرب من فيداليا في ولاية جورجيا، في أوائل الثلاثينات. اليوم، يشير الاسم إلى البصل المزروع في منطقة إنتاج متكونة من 20 مقاطعة في ولاية جورجيا على النحو المحدد في قانون ولاية جورجيا  وقانون الولايات المتحدة للوائح الفيدرالية.

## أصناف أمريكية أخرى
- يعود أصل تسمية هذا النوع من البصل إلى إمبريال فالي في أقصى جنوب كاليفورنيا، التي تُعد واحدة من المناطق الرائدة لزراعة البصل الحلو، على الرغم من أن إنتاج البصل يتوفر فقط من أواخر أبريل حتى يونيو.[2]
- بصل كارزاليا الحلو هو مجموعة متنوعة من البصل الحلو الذي تزرعه شركة Carzalia Valley Produce في كولومبوس، نيو مكسيكو.
- يزرع البصل الحلو صنبريرو (تكساس) في تكساس وتوزعه شركة سويت أونيون التجارية، ملبورن، فلوريدا.
- «سويتي سويت» هو مجموعة متنوعة من البصل الحلو الذي يزرع في وادي ميسون في ييرنتغتون، نيفادا. يتوفر هذا النوع من البصل في الأسواق من سبتمبر حتى نهاية يناير.
- يزرع بصل جلينفيل الحلو في مقاطعة تاتنال، في جلينفيل، جورجيا.
- ماتاموسكيت سويت هي نوع من البصل الحلو المزروع في شرق ولاية كارولينا الشمالية، وخاصة في مقاطعتي بوفورت وهايد الشرقية. هذا التنوع المعين هو شائع الطهي والاستهلاك بين سكان ولاية كارولينا الساحلية، وسُمي باسم بحيرة ماتاموسكييت في وسط مقاطعة هايد.
- بصل ماوي هو أحد أصغر أنواع البصل المزروع في جزيرة ماوي في هاواي. وهو نوع يُسوق تحت علامة «كولا المزروعة».
- بصل بيكوس هو بصل حلو يزرع في وادي بيكوس بولاية تكساس.

## بصل برمودا
بصل برمودا هو نوع من البصل الحلو يزرع في جزيرة برمودا. يعود أصل استيراد البذور إلى جزر الكناري قبل 1888. ازدهرت تجارة برمودا بتصدير البصل إلى الولايات المتحدة، وسرعان ما تبنت الجزيرة لقب البصل. بعدها حل البصل الحلو من تكساس محل بصل البرمودا.

## البصل الأوروبي
في أوروبا، يشتهر بصل سيفينيس في جنوب شرق فرنسا وبصل فوينتيس في مقاطعة سرقسطة بإسبانيا بزراعة البصل الحلو.